# Davie (Flórida)
Davie é uma vila localizada no estado americano da Flórida, no condado de Broward. Foi incorporada em 1960.
É sede de um dos campi da Florida Atlantic University.

## História
Fundada por um grupo de trabalhadores originários das obras do Canal do Panamá, e era originalmente conhecida por "Zona". Randolph P. Davie, um construtor, comprou 110 km² pertencentes ao Everglades, e trocou on nome do povoado para "Davie". Na época, a área era quase que totalmente alagadiça, e alguns problemas de drenagem persistem até o dia de hoje.

## Geografia
De acordo com o United States Census Bureau, a cidade tem uma área de 92,5 km², onde 90,4 km² estão cobertos por terra e 2,1 km² por água.

### Localidades na vizinhança
O diagrama seguinte representa as localidades num raio de 8 km ao redor de Davie.

## Demografia
Segundo o censo nacional de 2010, a sua população é de 91 992 habitantes e sua densidade populacional é de 1 018,01 hab/km². Possui 37 306 residências, que resulta em uma densidade de 412,84 residências/km².